# カントン島

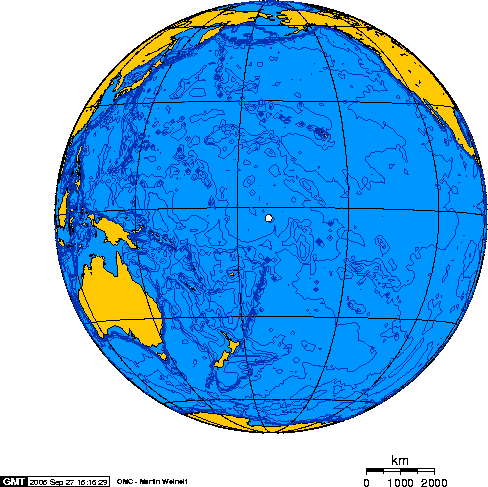
カントン島を中心とした正投影図。

カントン島（カントンとう、英語: Kanton Island, Canton Island）は、キリバスの島である。南太平洋、ハワイとフィジーのほぼ中間（南緯2度50分、西経171度40分）に位置する。アバリリンガ（英語: Abariringa）とも呼ばれる。

## 概要
フェニックス諸島に属し、同諸島最大かつ最も北にある島である。フェニックス諸島で唯一有人の島で、カントン島以外は無人島である。「カントン」の名は、1854年にこの島で難破したアメリカ合衆国の捕鯨船の名前が由来である。エンダーベリー島から63km、首都タラワからは1765kmの距離にある。面積は9.2km2。2000年時点で人口は61人だったが、2005年の調査では41人に減少した。現在は約20人。
1881年から1891年まで、イギリスのリン鉱石会社によってグアノが採掘されていた。
1939年、エンダーベリー島と共に1989年までアメリカとイギリスの共同管理地ということになったが、1979年のキリバス独立時にキリバス領となった。第二次世界大戦中はアメリカの空軍基地が置かれ、2km近い仮設滑走路があった。1960年代初期には宇宙船追跡ステーションが、1970年にはミサイル追跡施設が置かれていた。また、1958年までは太平洋横断飛行の中継地としても利用されていた。
2022年5月、中華人民共和国が、第二次世界大戦中にアメリカ軍が使用していた滑走路や橋の改修を計画していることが報じられた。